# Jack Frost (comics)
Pour les articles homonymes, voir Jack Frost.
Jack Frost est le nom d'un super-héros créé par Timely Comics (Stan Lee) durant l'âge d'or des comics. Il fut par la suite repris par Marvel Comics, le successeur de Timely Comics, et intégré dans la continuité de l'univers Marvel. Sa première apparition fut dans U.S.A. Comics #1, en 1941. C'est en 1976 qu'il fut rapatrié dans la période de la Seconde Guerre Mondiale de l'Univers Marvel, faisant alors partie de la Légion de la Liberté.
Il est inspiré de l'esprit de l'hiver du folklore Jack Frost.

## Origines
Les véritables origines de Jack Frost sont inconnues. Il se serait éveillé amnésique près du Cercle Arctique. On pense qu'il pourrait être un hybride de géant des glaces Asgardien ou un mutant de cette même race. Durant la Seconde Guerre Mondiale, il rejoignit d'autres héros pour former la Légion de la Liberté, afin de secourir les Invaders piégés par Crâne Rouge, puis de contrer les infiltrations nazis aux USA.
Pour défaire un gigantesque ver de glace près du Pôle, il se sacrifia en fusionnant avec la créature, pour la retenir prisonnière. Il fut brièvement libéré de cet état par Captain America mais fut contraint de recommencer le processus pour stopper de nouveau le monstre polaire.

## Pouvoirs
- Le corps de Jack Frost est recouvert d'une couche de glace, et sa température interne est de 0 °C. Son métabolisme est plus puissant et résistant que celui d'un simple être humain.
- Jack Frost peut générer des ondes de température négative. En les combinant avec la vapeur d'eau ambiante, il crée ainsi de la neige, du givre ou de la glace. Il peut la contrôler et la façonner pour créer des ponts de glace, emprisonner un adversaire dans une sphère gelée, etc.